# Leptoxis foremani
Leptoxis foremani är en snäckart som först beskrevs av I. Lea 1843.  Leptoxis foremani ingår i släktet Leptoxis och familjen Pleuroceridae. Inga underarter finns listade i Catalogue of Life.